# Singapore op de Olympische Zomerspelen 1968
Singapore nam deel aan de Olympische Zomerspelen 1968 in Mexico-Stad, Mexico. Het was de eerste deelname na het volledig onafhankelijk worden.

## Deelnemers en resultaten
(m) = mannen, (v) = vrouwen 

### Atletiek
| Olympiër            | Discipline | Resultaat | Prestatie                                         |
| ------------------- | ---------- | --------- | ------------------------------------------------- |
| Canagasabai Kunalan | 100m (m)   | 22e       | serie 1: 3de in 10,47 kwartfinale 4: 7de in 10,38 |
| Canagasabai Kunalan | 200m (m)   | 37e       | serie 1: 7de in 21,39                             |

### Gewichtheffen
| Olympiër       | Discipline | Resultaat | Prestatie                                                                                |
| -------------- | ---------- | --------- | ---------------------------------------------------------------------------------------- |
| Chye Hong-Tung | -56kg (m)  | 12e       | duwen: 13de met 92,5kg trekken: 13de met 87,5kg stoten: 11de met 122,5kg totaal: 302,4kg |
| Phung Kim-Chua | -56kg (m)  | DNF       | duwen: geen geldige poging                                                               |

### Schietsport (mannen)
| Olympiër     | Discipline          | Resultaat | Prestatie                       |
| ------------ | ------------------- | --------- | ------------------------------- |
| Loh Kok Heng | 50m pistool         | 66e       | 499 punten: (84-79-82-83-84-87) |
| Loh Kok Heng | 25m snelvuurpistool | 46e       | 566 punten: (283-283)           |

### Schietsport (vrouwen)
| Olympiër      | Discipline           | Resultaat | Prestatie             |
| ------------- | -------------------- | --------- | --------------------- |
| Patricia Chan | 100m vrije slag (v)  | DNS       | serie 3: niet gestart |
| Patricia Chan | 200m vrije slag (v)  | DNS       | serie 6: niet gestart |
| Patricia Chan | 400m vrije slag (v)  | DNS       | serie 2: niet gestart |
| Patricia Chan | 100m vlinderslag (v) | DNS       | serie 3: niet gestart |
| Patricia Chan | 200m wisselslag (v)  | DNS       | serie 2: niet gestart |
| Patricia Chan | 400m wisselslag (v)  | DNS       | serie 5: niet gestart |

Afghanistan · Algerije · Amerikaanse Maagdeneilanden · Argentinië · Australië · Bahama's · Barbados · België · Bermuda · Birma · Bolivia · Bondsrepubliek Duitsland · Brazilië · Brits-Honduras · Bulgarije · Canada · Centraal-Afrikaanse Republiek · Ceylon · Chili · Colombia · Congo-Kinshasa · Costa Rica · Cuba · Denemarken · Dominicaanse Republiek · Duitse Democratische Republiek · Ecuador · El Salvador · Ethiopië · Fiji · Filipijnen · Finland · Frankrijk · Ghana · Griekenland · Groot-Brittannië · Guatemala · Guinee · Guyana · Honduras · Hongarije · Hongkong · Ierland · IJsland · India · Indonesië · Irak · Iran · Israël · Italië · Ivoorkust · Jamaica · Japan · Joegoslavië · Kameroen · Kenia · Koeweit · Libanon · Libië · Liechtenstein · Luxemburg · Madagaskar · Maleisië · Mali · Malta · Marokko · Mexico · Monaco · Mongolië · Nederland · Nederlandse Antillen · Nicaragua · Nieuw-Zeeland · Niger · Nigeria · Noorwegen · Oeganda · Oostenrijk · Pakistan · Panama · Paraguay · Peru · Polen · Portugal · Puerto Rico · Roemenië · San Marino · Senegal · Sierra Leone · Singapore · Soedan · Sovjet-Unie · Spanje · Suriname · Syrië · Taiwan · Tanzania · Thailand · Trinidad en Tobago · Tunesië · Turkije · Tsjaad · Tsjecho-Slowakije · Uruguay · Venezuela · Verenigde Arabische Republiek · Verenigde Staten · Vietnam · Zambia · Zuid-Korea · Zweden · Zwitserland